# Domingo Julio Gómez García

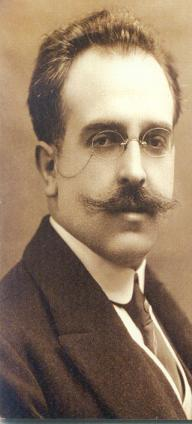
Domingo Julio Gómez García

Domingo Julio Gómez García (Madrid, 20 december 1886 – aldaar, 22 december 1973) was een Spaans componist.
Gómez García verdiende zich de vriendschap met andere componisten zoals Conrado del Campo en Joaquín Turina Pérez en andere vanwege zijn vooruitstrevende ideologie. Als componist schreef hij werken voor orkest, banda (harmonieorkest) en toneelwerken.

## Composities

### Werken voor orkest
- 1917 Suite en La
  1. Preludío
  2. Intermedio
  3. Final
  4. Danza
- 1929 Spanish Vignettes
- 1941 Maese Pérez el organista, symfonisch gedicht
- Cromos españoles
  1. Rondalla
  2. Nocturno

### Werken voor banda (harmonieorkest)
- 1917 Suite en la
- Arturo Masmano, paso-doble
- El jubilat, paso-doble

### Muziektheater

#### Opera's
| Voltooid in | titel                                             | aktes       | première | libretto        |
| ----------- | ------------------------------------------------- | ----------- | -------- | --------------- |
| 1917        | Himno al amor, (samen met: Emilio Alonso Valdres) | 2 bedrijven |          | Sinesio Delgado |
| 1927        | Los dengues                                       | 1 akte      |          | Rivas Cherif    |
| 1942        | El pilar de la victoria                           | 2 bedrijven |          | Manuel Machado  |

#### Zarzuela's
| Voltooid in | titel                                                                      | aktes       | première | libretto                                          |
| ----------- | -------------------------------------------------------------------------- | ----------- | -------- | ------------------------------------------------- |
| 1909        | La gloria del inventor                                                     | 1 akte      |          | Enrique Gil Sarasate, Enrique Jardiel Agustín     |
| 1924        | El pelele                                                                  |             |          | Cipriano Rivas Cherif                             |
| 1926        | La deseada, (samen met: Francisco Alonso Valdres en Emilio Alonso Valdres) | 2 bedrijven |          | Luis Fernandez Ardavín en Ceferino Palencia Tubau |

### Kamermuziek
- 1948 Plateresque Quartet